# Misty May-Treanor
Misty May-Treanor nata May (Santa Monica, 30 luglio 1977) è un'ex giocatrice di beach volley statunitense, campionessa olimpica in tre edizioni consecutive dei Giochi: ad Atene 2004, Pechino 2008 e Londra 2012.
È la figlia di Butch May, già giocatore di pallavolo alle Olimpiadi di Città del Messico 1968, ed è cugina dell'ex tennista Taylor Dent. Dal novembre 2004 è coniugata con il giocatore di baseball Matt Treanor; in seguito al matrimonio ha aggiunto il cognome del coniuge al proprio.

## Biografia
Ha iniziato giocando a pallavolo, ed ha vinto la NCAA Division I con la California State University nel 1998, anno in cui è stata anche insignita del titolo di migliore giocatrice (MOP). L'anno successivo ha conquistato la medaglia di bronzo con la maglia della nazionale statunitense ai Giochi panamericani di Winnipeg 1999. Nello stesso anno però lascia la pallavolo per dedicarsi esclusivamente al beach volley.
Ha debuttato nel circuito professionistico internazionale il 2 novembre 1999 a Salvador, in Brasile, in coppia con Holly McPeak piazzandosi in 9ª posizione. Il 4 luglio 2000 ha ottenuto la sua prima vittoria in una tappa del World tour a Chicago, negli Stati Uniti d'America, insieme alla McPeak. Nel massimo circuito FIVB ha trionfato per 37 volte, con due differenti partner e nel 2002 ha concluso la classifica finale in prima posizione.
Ha preso parte a quattro edizioni dei Giochi olimpici: a Sydney 2000, in coppia con Holly McPeak si è classificata al 5º posto, mentre ha conquistato la medaglia d'oro nelle successive tre edizioni di Atene 2004, Pechino 2008 e Londra 2012; in tutte e tre le occasioni insieme a Kerri Walsh.
Ha altresì partecipato a cinque edizioni dei campionati mondiali, salendo sul podio in quattro occasioni: per tre volte ha vinto la medaglia d'oro (a Rio de Janeiro 2003, a Berlino 2005 ed a Gstaad 2007) ed una volta quella d'argento (a Roma 2011), sempre in coppia con Kerri Walsh.
A causa di un infortunio che le ha causato la lacerazione del tendine di Achille, occorsole durante la partecipazione al reality Dancing With The Stars, è stata costretta a saltare interamente la stagione 2009. All'indomani della conquista del suo terzo oro olimpico si è definitivamente ritirata dalle competizioni agonistiche.

## Palmarès

### Olimpiadi
- 3 ori: ad Atene 2004, a Pechino 2008 ed a Londra 2012.

### Campionati mondiali
- 3 ori: a Rio de Janeiro 2003, a Berlino 2005, ed a Gstaad 2007.
- 1 argento: Roma 2011.

### World tour
- Vincitrice per 1 volta della classifica generale: nel 2002.
- 62 podi: 37 primi posti, 17 secondi posti e 8 terzi posti.

### World tour - vittorie
| Data              | Località       | Nazione     | in coppia con |
| ----------------- | -------------- | ----------- | ------------- |
| 4 luglio 2000     | Chicago        | Stati Uniti | Holly McPeak  |
| 16 luglio 2000    | Berlino        | Germania    | Holly McPeak  |
| 5 novembre 2000   | Fortaleza      | Brasile     | Holly McPeak  |
| 28 luglio 2001    | Espinho        | Portogallo  | Kerri Walsh   |
| 9 giugno 2002     | Madrid         | Spagna      | Kerri Walsh   |
| 22 giugno 2002    | Gstaad         | Svizzera    | Kerri Walsh   |
| 13 luglio 2002    | Montréal       | Canada      | Kerri Walsh   |
| 3 agosto 2002     | Klagenfurt     | Austria     | Kerri Walsh   |
| 18 agosto 2002    | Maoming        | Cina        | Kerri Walsh   |
| 21 giugno 2003    | Gstaad         | Svizzera    | Kerri Walsh   |
| 20 luglio 2003    | Marsiglia      | Francia     | Kerri Walsh   |
| 2 agosto 2003     | Klagenfurt     | Austria     | Kerri Walsh   |
| 21 settembre 2003 | Carson         | Stati Uniti | Kerri Walsh   |
| 14 marzo 2004     | Fortaleza      | Brasile     | Kerri Walsh   |
| 23 maggio 2004    | Rodi           | Grecia      | Kerri Walsh   |
| 19 giugno 2004    | Gstaad         | Svizzera    | Kerri Walsh   |
| 16 luglio 2005    | Espinho        | Portogallo  | Kerri Walsh   |
| 30 luglio 2005    | Parigi         | Francia     | Kerri Walsh   |
| 6 agosto 2005     | Klagenfurt     | Austria     | Kerri Walsh   |
| 22 ottobre 2005   | Salvador       | Brasile     | Kerri Walsh   |
| 20 novembre 2005  | Città del Capo | Sudafrica   | Kerri Walsh   |
| 4 giugno 2006     | Atene          | Grecia      | Kerri Walsh   |
| 24 giugno 2006    | Gstaad         | Svizzera    | Kerri Walsh   |
| 29 ottobre 2006   | Acapulco       | Messico     | Kerri Walsh   |
| 24 giugno 2007    | Parigi         | Francia     | Kerri Walsh   |
| 8 luglio 2007     | Montréal       | Canada      | Kerri Walsh   |
| 14 luglio 2007    | Berlino        | Germania    | Kerri Walsh   |
| 4 agosto 2007     | Klagenfurt     | Austria     | Kerri Walsh   |
| 29 settembre 2007 | Fortaleza      | Brasile     | Kerri Walsh   |
| 4 novembre 2007   | Phuket         | Thailandia  | Kerri Walsh   |
| 14 giugno 2008    | Berlino        | Germania    | Kerri Walsh   |
| 22 giugno 2008    | Parigi         | Francia     | Kerri Walsh   |
| 28 giugno 2008    | Stavanger      | Norvegia    | Kerri Walsh   |
| 11 giugno 2011    | Pechino        | Cina        | Kerri Walsh   |
| 16 luglio 2011    | Mosca          | Russia      | Kerri Walsh   |
| 6 agosto 2011     | Klagenfurt     | Austria     | Kerri Walsh   |
| 7 luglio 2012     | Gstaad         | Svizzera    | Kerri Walsh   |

### World tour - trofei individuali
- 2 volte migliore giocatrice (MOP): nel 2005 e nel 2008.
- 3 volte migliore giocatrice in attacco: nel 2005, nel 2007 e nel 2008.
- 3 volte migliore giocatrice in difesa: nel 2007, nel 2008 e nel 2011.
- 1 volta migliore alzatrice: nel 2005.
- 3 volte giocatrice più sportiva: nel 2007, nel 2008 e nel 2010.
- 1 volta giocatrice maggiormente fonte di ispirazione: nel 2012.